# Blephilia
Blephilia és un gènere compost per tres espècies de plantes amb flors de la família Lamiaceae. Són totes plantes herbàcies natives de l'est d'Amèrica del Nord. Les espècies que es troben més freqüentment en els boscos molt dispersos i en els sòls de granit i pedra pedra calcària.  Blephilia hirsuta i Blephilia ciliata són considerades com amenaçades o en perill d'extinció en alguns estats.

## Descripció
El gènere inclou només espècies perennes, es reprodueixen tant per llavors com amb esqueixos de la planta mare. Les flors són xicotetes i púrpures, apareixent en grups, en la part superior de les aixelles de les fulles, sovint formant diverses capes circulars. Les fulles són d'un color verd brillant, amb coloració blanquinosa per baix, lanceolades, agudes i com tots els membres de la família de les Lamiàcies es presenten en parells oposats. Tota la planta està recoberta per pèls blanquinosos, especialment les tiges. Les espècies d'aquest gènere varien en grandària, però generalment creixen d'uns 30 a 60 centímetres i formant grups.

## Taxonomia
- Blephilia ciliata
- Blephilia hirsuta
- Blephilia subnuda